# (16269) Merkord
(16269) Merkord (2000 JP44) – planetoida z pasa głównego asteroid okrążająca Słońce w ciągu 5,5 lat w średniej odległości 3,11 j.a. Odkryta 7 maja 2000 roku.